# Zavalina alközség
Zavalina alközség Albánia középső részén, a Shpat-hegység délnyugati részén, Elbasantól légvonalban 22, közúton 36 kilométerre délkeleti irányban. Elbasan megyén belül Elbasan község része, központja Zavalina. További települései Burrishta, Jeronisht (Jeronishta, Joronishta), Kamiçan, Nezhan (Nexhan) és Selta (Selita). A 2011-es népszámlálás alapján Zavalina alközség népessége 1622 fő.
A Shpat-hegység délnyugati részét alkotó, fejletlen úthálózatú középhegységi terület, legmagasabb pontja Zavalinától északkeletre 1484 méter. Délnyugati irányban fokozatosan alacsonyabb vonulatok váltják fel a magasabb hegyeket, a Holta völgyénél a tengerszint feletti magasság már csupán 330 méter. Az alközség szórványtelepüléseinek legtöbbje 700 méternél magasabban, Zavalina 961 méteren fekszik. A Holta jobb oldali mellékvizei – a jelentősebbek keletről nyugat felé a Kamiçan, Zavalina, Jeronisht és Selta – hálózzák be a hegyek közötti völgyeket.
Zavalinában három, Jeronishtban egy népi lakóház áll műemléki védelem alatt, emellett Jeronisht határában megtekinthetőek Kabash várának romjai.